# Gare de Lavaux
La gare de Lavaux est une ancienne gare ferroviaire belge de la ligne 162, de Namur à Sterpenich située au hameau de Naleumont près de celui de Lavaux sur la commune de Léglise, dans la province de Luxembourg en Région wallonne.

## Situation ferroviaire
La gare de Lavaux était établie au point kilométrique (PK) 107,10 de la ligne 162, de Namur à Sterpenich (frontière luxembourgeoise), entre les gares ouvertes de Neufchâteau et de Marbehan.

## Histoire
La gare de Lavaux est mise en service vers 1866 par la Grande compagnie du Luxembourg sur une section de ligne mise en service en 1858.
Il s'agit alors d'une simple halte qui accède au statut de gare le 15 mai 1867. Son bâtiment actuel, du même type que ceux de Hatrival, Leignon, Fouches et Autelbas, date de 1879. Le groupe d'Arlon des Chemins de fer de l’État belge en a réalisé les plans.
La SNCB met fin à la desserte de Lavaux par des trains de voyageurs le 3 juin 1984.

## Patrimoine ferroviaire
Le bâtiment de la gare est, avec celui de Leignon, le seul exemple de ce plan type encore en existence. Son aile gauche a été portée à deux travées à une date inconnue et son aile de service à toit plat a disparu dans les années 2000 au profit d'une extension moderne. Le bâtiment racheté par un particulier est en cours de rénovation. La maison du garde-barrière et l'ancienne annexe des toilettes sont également conservées.